# Élections législatives de 1993 dans la Vendée
Les élections législatives françaises de 1993 se déroulent les 21 et 28 mars. Dans le département de la Vendée, cinq députés sont à élire dans le cadre de cinq circonscriptions.

## Élus
| Circonscription | Député sortant       | Parti | Parti    | Député élu ou réélu  | Parti | Parti    |
| --------------- | -------------------- | ----- | -------- | -------------------- | ----- | -------- |
| 1re             | Jean-Luc Préel       |       | UDF (AD) | Jean-Luc Préel       |       | UDF (AD) |
| 2e              | Philippe Mestre      |       | UDF (AD) | Philippe Mestre      |       | UDF (AD) |
| 3e              | Pierre Mauger        |       | RPR      | Louis Guédon         |       | RPR      |
| 4e              | Philippe de Villiers |       | UDF (PR) | Philippe de Villiers |       | UDF (PR) |
| 5e              | Pierre Métais        |       | PS       | Joël Sarlot          |       | UDF (PR) |

## Positionnement des partis
Les candidats d'alliance RPR-UDF et divers droite se présentent sous la bannière de l'Union pour la France et ceux du Parti socialiste derrière l'Alliance des Français pour le Progrès. Par ailleurs, Les Verts et Génération écologie s'unissent sous l'étiquette Entente des écologistes.

## Résultats

### Résultats à l'échelle du département
| Parti          | Parti                                 | Premier tour | Premier tour | Second tour | Second tour | Sièges |
| Parti          | Parti                                 | Voix         | %            | Voix        | %           | Sièges |
| -------------- | ------------------------------------- | ------------ | ------------ | ----------- | ----------- | ------ |
|                | Union pour la démocratie française    | 117 052      | 44,47        | 29 697      | 29,83       | 4      |
|                | Rassemblement pour la République      | 24 753       | 9,40         | 32 821      | 32,97       | 1      |
|                | Divers droite                         | 10 399       | 3,95         |             |             | 0      |
|                | Union pour la France                  | 152 204      | 57,83        | 62 518      | 62,79       | 5      |
|                |                                       |              |              |             |             |        |
|                | Parti socialiste                      | 42 353       | 16,09        | 37 043      | 37,21       | 0      |
|                | Divers gauche (Maj. prés.)            | 3 558        | 1,35         |             |             | 0      |
|                | Mouvement des radicaux de gauche      | 1 945        | 0,74         | 0           |             |        |
|                | Alliance des Français pour le progrès | 47 856       | 18,18        | 37 043      | 37,21       | 0      |
|                |                                       |              |              |             |             |        |
|                | Génération écologie                   | 14 668       | 5,57         |             |             | 0      |
|                | Les Verts                             | 8 082        | 3,07         | 0           |             |        |
|                | Entente des écologistes               | 22 750       | 8,64         |             |             | 0      |
|                |                                       |              |              |             |             |        |
|                | Front national                        | 21 876       | 8,31         |             |             | 0      |
|                | Parti communiste français             | 9 504        | 3,61         | 0           |             |        |
|                | Le Trèfle - Les nouveaux écologistes  | 8 692        | 3,30         | 0           |             |        |
|                | Extrême droite                        | 312          | 0,12         | 0           |             |        |
|                |                                       |              |              |             |             |        |
| Inscrits       | Inscrits                              | 384 271      | 100,00       | 157 140     | 100,00      | 5      |
| Abstentions    | Abstentions                           | 102 567      | 26,69        | 50 959      | 32,43       |        |
| Votants        | Votants                               | 281 704      | 73,31        | 106 181     | 67,57       |        |
| Blancs et nuls | Blancs et nuls                        | 18 510       | 6,57         | 6 620       | 6,23        |        |
| Exprimés       | Exprimés                              | 263 194      | 93,43        | 99 561      | 93,77       |        |

### Résultats par circonscription

#### Première circonscription (La Roche-Nord - Challans)
|                | Jean-Luc Préel sortant réélu | UDF (AD)       | 29 160 | 55,3   |  |  |  |
|                | Jacques Auxiette             | PS (ADFP)      | 11 129 | 21,11  |  |  |  |
|                | Jean Guibert                 | GÉ (EÉ)        | 5 377  | 10,2   |  |  |  |
|                | Jack-Olivier Brayet          | FN             | 4 040  | 7,66   |  |  |  |
|                | Joe Gallet                   | PCF            | 1 680  | 3,19   |  |  |  |
|                | Alix de Bataille             | LT-LNÉ         | 1 345  | 2,55   |  |  |  |
|                |                              |                |        |        |  |  |  |
| Inscrits       | Inscrits                     | Inscrits       | 76 883 | 100,00 |  |  |  |
| Abstentions    | Abstentions                  | Abstentions    | 20 341 | 26,46  |  |  |  |
| Votants        | Votants                      | Votants        | 56 542 | 73,54  |  |  |  |
| Blancs et nuls | Blancs et nuls               | Blancs et nuls | 3 811  | 6,74   |  |  |  |
| Exprimés       | Exprimés                     | Exprimés       | 52 731 | 93,26  |  |  |  |

#### Deuxième circonscription (La Roche-Sud - Chantonnay)
|                | Philippe Mestre sortant réélu | UDF (AD)       | 27 600 | 54,86  |  |  |  |
|                | Jean-Louis Berland            | PS (ADFP)      | 8 884  | 17,66  |  |  |  |
|                | Daniel Robquin                | GÉ (EÉ)        | 5 306  | 10,55  |  |  |  |
|                | Catherine Levin               | FN             | 4 244  | 8,44   |  |  |  |
|                | Jean-Claude Martineau         | PCF            | 2 267  | 4,51   |  |  |  |
|                | Marie-Flore Besnehard         | LT-LNÉ         | 2 005  | 3,99   |  |  |  |
|                |                               |                |        |        |  |  |  |
| Inscrits       | Inscrits                      | Inscrits       | 73 336 | 100,00 |  |  |  |
| Abstentions    | Abstentions                   | Abstentions    | 19 064 | 26     |  |  |  |
| Votants        | Votants                       | Votants        | 54 272 | 74     |  |  |  |
| Blancs et nuls | Blancs et nuls                | Blancs et nuls | 3 966  | 7,31   |  |  |  |
| Exprimés       | Exprimés                      | Exprimés       | 50 306 | 92,69  |  |  |  |

#### Troisième circonscription (Les Sables-d'Olonne)
| Candidat       | Candidat             | Parti          | Premier tour | Premier tour | Second tour | Second tour |  |
| Candidat       | Candidat             | Parti          | Voix         | %            | Voix        | %           |  |
| -------------- | -------------------- | -------------- | ------------ | ------------ | ----------- | ----------- |  |
|                | Louis Guédon élu     | RPR (UPF)      | 24 753       | 45,99        | 32 821      | 65,21       |  |
|                | Jacques Fraisse      | PS (ADFP)      | 9 777        | 18,16        | 17 514      | 34,79       |  |
|                | Paul Petitdidier     | FN             | 6 409        | 11,91        |             |             |  |
|                | André Buchou         | Divers droite  | 4 717        | 8,76         |             |             |  |
|                | Bernard Massuyeau    | GÉ (EÉ)        | 3 985        | 7,4          |             |             |  |
|                | Jean-Bernard Lecomte | PCF            | 2 261        | 4,2          |             |             |  |
|                | Marc Hermouet        | LT-LNÉ         | 1 923        | 3,57         |             |             |  |
|                |                      |                |              |              |             |             |  |
| Inscrits       | Inscrits             | Inscrits       | 84 061       | 100,00       | 83 560      | 100,00      |  |
| Abstentions    | Abstentions          | Abstentions    | 26 672       | 31,73        | 29 639      | 35,47       |  |
| Votants        | Votants              | Votants        | 57 389       | 68,27        | 53 921      | 64,53       |  |
| Blancs et nuls | Blancs et nuls       | Blancs et nuls | 3 564        | 6,21         | 3 586       | 6,65        |  |
| Exprimés       | Exprimés             | Exprimés       | 53 825       | 93,79        | 50 335      | 93,35       |  |

#### Quatrième circonscription (Les Herbiers)
|                | Philippe de Villiers sortant réélu | UDF (PR)                   | 37 473 | 65,99  |  |  |  |
|                | Danielle Laumont                   | Les Verts (EÉ)             | 4 464  | 7,86   |  |  |  |
|                | Jean Burneleau                     | Divers gauche (Maj. prés.) | 3 558  | 6,27   |  |  |  |
|                | Madeleine Lelièvre                 | Divers droite              | 3 503  | 6,17   |  |  |  |
|                | Sylvie Soudet                      | FN                         | 3 251  | 5,73   |  |  |  |
|                | Daniel Houres                      | MRG (ADFP)                 | 1 945  | 3,43   |  |  |  |
|                | Gérard Cohergne                    | LT-LNÉ                     | 1 591  | 2,8    |  |  |  |
|                | Albert Deau                        | PCF                        | 686    | 1,21   |  |  |  |
|                | Luc de Demay Goustine              | Extrême droite             | 312    | 0,55   |  |  |  |
|                |                                    |                            |        |        |  |  |  |
| Inscrits       | Inscrits                           | Inscrits                   | 76 402 | 100,00 |  |  |  |
| Abstentions    | Abstentions                        | Abstentions                | 16 055 | 21,01  |  |  |  |
| Votants        | Votants                            | Votants                    | 60 347 | 78,99  |  |  |  |
| Blancs et nuls | Blancs et nuls                     | Blancs et nuls             | 3 564  | 5,91   |  |  |  |
| Exprimés       | Exprimés                           | Exprimés                   | 56 783 | 94,09  |  |  |  |

#### Cinquième circonscription (Fontenay-le-Comte)
| Candidat       | Candidat           | Parti          | Premier tour | Premier tour | Second tour | Second tour |  |
| Candidat       | Candidat           | Parti          | Voix         | %            | Voix        | %           |  |
| -------------- | ------------------ | -------------- | ------------ | ------------ | ----------- | ----------- |  |
|                | Joël Sarlot élu    | UDF (PR)       | 22 819       | 46,05        | 29 697      | 60,33       |  |
|                | Jean-Claude Remaud | PS (ADFP)      | 12 563       | 25,35        | 19 529      | 39,67       |  |
|                | Jean Chataigner    | FN             | 3 932        | 7,94         |             |             |  |
|                | Franck Plazanet    | Les Verts (EÉ) | 3 618        | 7,3          |             |             |  |
|                | Raymond Pingault   | PCF            | 2 610        | 5,27         |             |             |  |
|                | Daniel Le Mestre   | Divers droite  | 2 179        | 4,4          |             |             |  |
|                | Martine Alibert    | LT-LNÉ         | 1 828        | 3,69         |             |             |  |
|                |                    |                |              |              |             |             |  |
| Inscrits       | Inscrits           | Inscrits       | 73 589       | 100,00       | 73 580      | 100,00      |  |
| Abstentions    | Abstentions        | Abstentions    | 20 435       | 27,77        | 21 320      | 28,98       |  |
| Votants        | Votants            | Votants        | 53 154       | 72,23        | 52 260      | 71,02       |  |
| Blancs et nuls | Blancs et nuls     | Blancs et nuls | 3 605        | 6,78         | 3 034       | 5,81        |  |
| Exprimés       | Exprimés           | Exprimés       | 49 549       | 93,22        | 49 226      | 94,19       |  |